# Онилово
Онилово (укр. Онилове) — село, относится к Раздельнянскому району Одесской области Украины.
Население по переписи 2001 года составляло 525 человек. Почтовый индекс — 66722. Телефонный код — 4860. Занимает площадь 2,77 км². Код КОАТУУ — 5125283601.

## Местный совет
Барабаш Сергей Александрович, 66722, Одесская обл., Раздельнянский р-н, с. Онилово